# ماندوراما، نیو ساوت ولز
ماندوراما (به انگلیسی: Mandurama) یک منطقهٔ مسکونی در استرالیا است که در نیو ساوت ولز واقع شده‌است.